# Chiara Castellani
Chiara Castellani (Parma, 23 novembre 1956) è un medico e missionaria italiana.
Dopo aver conseguito la laurea in medicina e chirurgia nel 1981, si specializza in ginecologia e ostetricia nel 1986.

## L'esperienza in Nicaragua

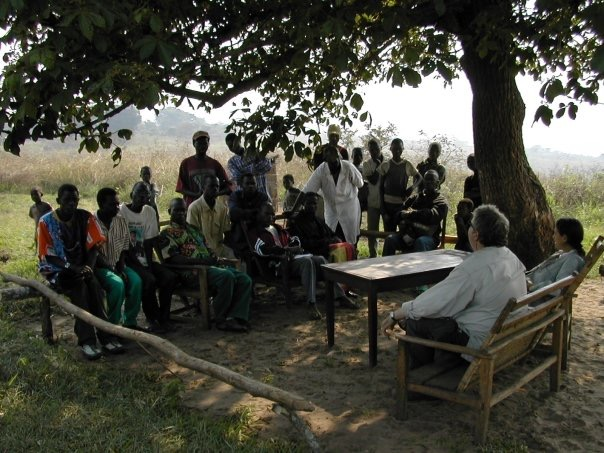
Chiara Castellani in riunione con il comitato di salute del villaggio.

Interessata fin dall'infanzia all'azione missionaria, intraprende il corso di studi in Medicina e Chirurgia presso l'Università Cattolica del Sacro Cuore di Roma, con l'ideale di aiutare le vittime della rivoluzione Sandinista in Nicaragua. Non appena laureata, nel 1983, prende parte a un programma di volontariato civile del MLAL (Movimento laici America Latina), un'organizzazione non governativa. Con il marito inizia a lavorare nell'ospedale di Matagalpa, cittadina nel cuore del Nicaragua, dove passa gran parte del proprio tempo dedicandosi alla vaccinazione pediatrica. Successivamente si trasferisce a Terrabona, una cittadina più a sud, verso Managua, dove condivide l'esperienza con altri giovani volontari europei.
Nel febbraio del 1984, la separazione dal marito la porta a tornare momentaneamente in Italia. Ripreso il suo lavoro a Matagalpa, nel 1986 è inviata dal MINSA (Ministerio de Salud de Nicaragua) nell'ospedale Fidel Ventura di Waslala, nello Zelaya centrale. Gestisce i reparti di Ostetricia, Ginecologia, Chirurgia d'urgenza e il programma di salute materno infantile. Qui diventa un medico mutilante, occupandosi di ricomporre corpi sfigurati e amputare arti.

Nel 1988, terminata la rivoluzione in Nicaragua, Chiara Castellani partecipa intensamente ad un progetto di sviluppo integrale del territorio e l'iniziativa di solidarietà da lei lanciata giunge fino in Italia attraverso le comunità religiose.

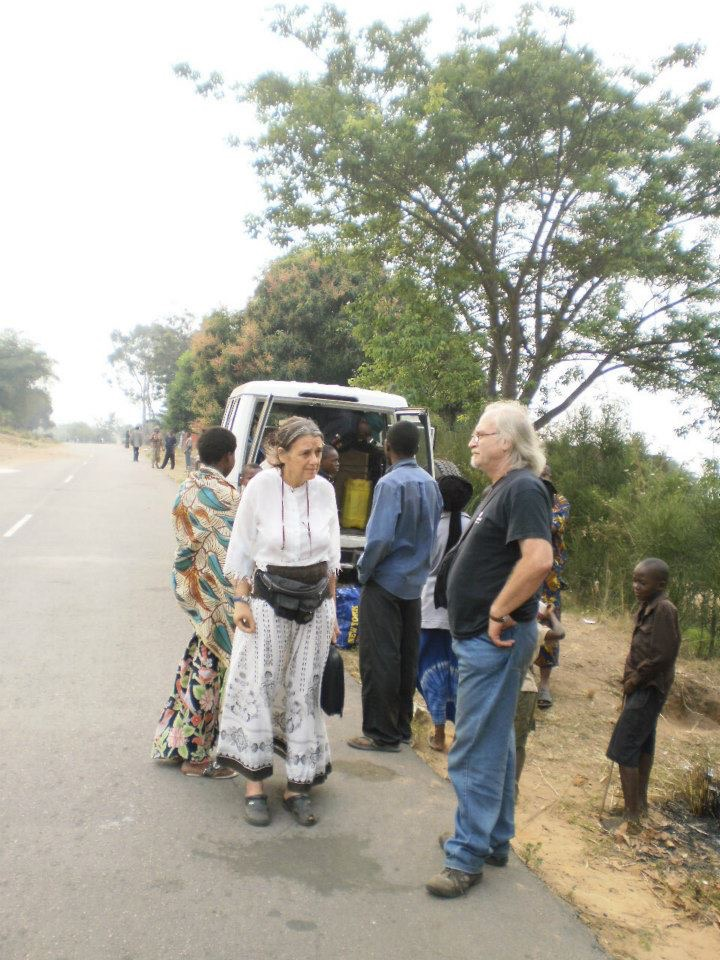
Chiara Castellani a Kenge, preparativi partenza per Kimbau (19 luglio 2010).

## L'ospedale di Kimbau
Conclusa nel 1990 la missione in America Latina, parte per l'Africa. L'Associazione italiana amici di Raoul Follereau (AIFO) le affida la direzione di un ospedale abbandonato dai Belgi a Kimbau, regione del Bandundu facente parte della diocesi di Kenge, nello Zaire (oggi Repubblica Democratica del Congo), con lo scopo di collaborare alla ricostruzione dell'ospedale e di realizzare un progetto di assistenza sanitaria sul territorio. L'AIFO la sostiene dall'Italia con l'invio di medicinali e strumenti sanitari per riattivare i servizi essenziali.
Nel 1991 viene rimpatriata dalle autorità a causa dei gravi disordini scoppiati in Zaire. Poco dopo si reca ad Anversa dove frequenta un corso per la cura delle malattie tropicali.
Fa ritorno a Kimbau nell'ottobre del 1992. Il 6 dicembre dello stesso anno, percorrendo in autoambulanza una strada dissestata, tra Kinshasa e Kimbau, rimane vittima di un incidente stradale che le provoca gravissime lesioni al braccio destro. A Kinshasa subisce l'amputazione dell'arto ed è quindi costretta a rientrare in Italia dove viene ricoverata al Policlinico A. Gemelli di Roma.

Nel 1994 viene inviata dall'AIFO prima in Mali per una missione valutativa e poi in Angola come medico capo per la direzione di un progetto sanitario. Nel luglio dello stesso anno torna a Kimbau.

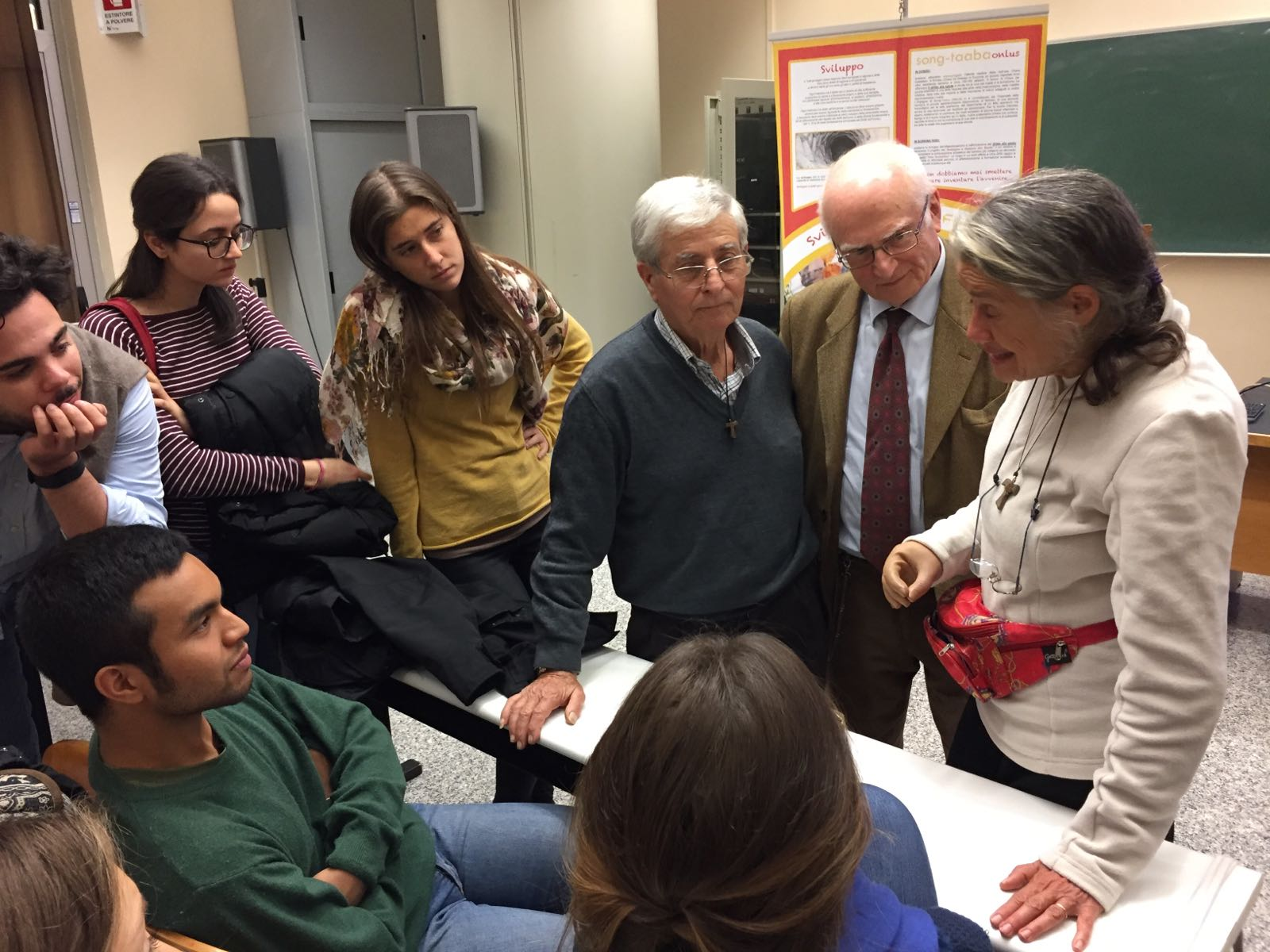
Chiara Castellani, conferenza all'ospedale Sant'Andrea di Roma.

Nel 1997 dopo la sconfitta di Mobutu, dittatore della Repubblica Democratica del Congo e la salita al potere di Laurent Kabila, la guerra imperversa anche nella diocesi di Kenge; questa volta però la dottoressa rifiuta di essere rimpatriata. Può così portare avanti l'impegno nella formazione di infermieri attraverso l'ISTM (Istituto superiore di scienze infiermeristiche della diocesi di Kenge), di cui viene nominata direttrice generale dal Vescovo monsignore Gaspard Mudiso.
La collaborazione con la Diocesi di Kenge, nel cui comprensorio è ubicata Kimbau, la porta ad assumere lo status di "missionaria laica" e nel luglio 2002 pronuncia i voti di povertà e di obbedienza al Vescovo di Kenge.
Nel corso di questi anni Chiara Castellani intraprende altre iniziative, destinate allo sviluppo dell'assistenza e dell'educazione sanitaria, nonché al miglioramento delle strutture ospedaliere. Su richiesta di Chiara, recentemente l'Associazione Seniores dell'Enel (ANSE) ha inviato in Congo un cospicuo lotto di generatori elettrici.
Attualmente nell'ospedale di Kimbau è l'unico medico curante per 150.000 abitanti in un territorio di 5.000 chilometri quadrati.

## Ambiti di intervento

### Assistenza Medica nel Carcere di Kenge
(Chiara Castellani)
Il carcere di Kenge è un edificio costruito nel 1955 dai Belgi e attualmente ospita circa settanta persone di tutte le età, compresi i bambini. Lo stato non fornisce alcun tipo di genere alimentare, né assistenza medica per i detenuti.
La prima visita di Chiara Castellani nel carcere è nel 2003 con il segretario del Vescovo Yves Kingata, con lo scopo di donare alla struttura una biblioteca con opere selezionate dalle suore Paoline di Kinshasa per affrontare il disagio psicologico della vita in carcere. Presto si accorgono che il più grande disagio cui si dovesse far fronte era di tipo alimentare.
In seguito alla visita viene creato un gruppo di donne chiamato "Amici della prigione", con l'impegno di preparare il pasto domenicale ai detenuti. Tale gruppo si occupa anche di affrontare le problematiche dei figli delle carcerate, offrendo loro la possibilità di istruirsi e usufruire di una prevenzione sanitaria.
Nel 2015 sono stati eseguiti lavori di adeguamento per l'ambulatorio medico del carcere ed acquistati farmaci.

### Centri Assistenza al Parto e Alla Gestazione
(Chiara Castellani)
Chiara Castellani porta avanti progetti per l'istruzione di levatrici ed infermiere nella zona di Kalenge, oltre a creare dei centri d'assistenza al parto e alla gestazione, che permettano a chi ha terminato il percorso di studio di assumere un impegno concreto all'interno della propria comunità. Un piccolo centro medico è già stato creato a circa due ore da Kenge.

## Onorificenze
- Nel 2000 riceve il "Nobel Missionario" dall'Associazione Cuore Amico di Brescia.[8]
- Nel 2001 le viene assegnato, a Saint-Vincent, il Premio Internazionale la "Donna dell'anno", istituito dalla regione Valle d'Aosta.[9]
- Il 23 febbraio 2008 le delegazioni delle città di Gallipoli, di Padova e dell'Associazione ginecologi extra ospedalieri, in occasione della VII edizione del Premio Luigi Coppola svoltasi a Padova, le ha conferito il sigillo della città e il premio per la solidarietà e umanità.[2]